# 7e étape du Tour d'Italie 2013
La 7e étape du Tour d'Italie 2013 s'est déroulée le vendredi 10 mai 2013. Elle part de San Salvo et arrive à Pescara après 177 km de course. L'Australien Adam Hansen remporte l'étape en solitaire à 1 minute 7 secondes du peloton. Le maillot rose, l'Italien Luca Paolini, termine dans un groupe arrivé à 2 minutes 31 secondes, où figuraient notamment les Colombiens Rigoberto Urán et Sergio Henao, et le Britannique Bradley Wiggins, respectivement deuxième, huitième et sixième du classement général de la veille. Ces quatre coureurs sortent du top 10. L'Espagnol Beñat Intxausti est le nouveau porteur du maillot rose, devant l'Italien Vincenzo Nibali et le Canadien Ryder Hesjedal. Changement aussi au niveau du maillot blanc du classement du meilleur jeune, le Polonais Rafał Majka, second après la 6e étape, prend sa tête.
Mauro Santambrogio est disqualifié après un contrôle positif à l'EPO effectué au terme de la première étape. Il perd les résultats et classements de cette étape.

## Déroulement de la course
Adam Hansen a mené à bout une longue échappée de 147 kilomètres en lâchant ses cinq compagnons d'échappées sur les routes vallonnées des Abruzzes - Emanuele Sella (Androni-Giocatolli), Ioannis Tamouridis (Euskaltel-Euskadi), Maarten Tjallingii (Blanco), Dominique Rollin (FDJ) et Pim Lightart (Vacansoleil). Après une nouvelle chute, Bradley Wiggins a perdu près d'une minute 30. En difficulté sur ce final difficile, Luca Paolini a cédé son maillot rose à Benat Intxausti (Movistar). Vincenzo Nibali a de nouveau tenté sa chance dans la descente à moins de 10 kilomètres du terme mais est également tombé sur la route très humides. Cependant, le Sicilien a fini au sein du peloton des favoris à 1'07".

## Résultats de l'étape

### Sprints
| 1. Sprint intermédiaire de Chieti-Tricalle (km 142,4) | 1. Sprint intermédiaire de Chieti-Tricalle (km 142,4) | 1. Sprint intermédiaire de Chieti-Tricalle (km 142,4) | 1. Sprint intermédiaire de Chieti-Tricalle (km 142,4) | 1. Sprint intermédiaire de Chieti-Tricalle (km 142,4) | 1. Sprint intermédiaire de Chieti-Tricalle (km 142,4) |
|                                                       | Coureur                                               | Pays                                                  | Équipe                                                |                                                       | Point(s)                                              |
| ----------------------------------------------------- | ----------------------------------------------------- | ----------------------------------------------------- | ----------------------------------------------------- | ----------------------------------------------------- | ----------------------------------------------------- |
| 1er                                                   | Adam Hansen                                           | Australie                                             | Lotto-Belisol                                         |                                                       | 8                                                     |
| 2e                                                    | Emanuele Sella                                        | Italie                                                | Androni Giocattoli-Venezuela                          |                                                       | 6                                                     |
| 3e                                                    | Pim Ligthart                                          | Pays-Bas                                              | Vacansoleil-DCM                                       |                                                       | 4                                                     |
| 4e                                                    | Maarten Tjallingii                                    | Pays-Bas                                              | Blanco                                                |                                                       | 3                                                     |
| 5e                                                    | Dominique Rollin                                      | Canada                                                | FDJ                                                   |                                                       | 2                                                     |
| 6e                                                    | Ioánnis Tamourídis                                    | Grèce                                                 | Euskaltel Euskadi                                     |                                                       | 1                                                     |
| modifier                                              |                                                       |                                                       |                                                       |                                                       |                                                       |

| 2. Sprint intermédiaire de Chieti Scalo (km 150,9) | 2. Sprint intermédiaire de Chieti Scalo (km 150,9) | 2. Sprint intermédiaire de Chieti Scalo (km 150,9) | 2. Sprint intermédiaire de Chieti Scalo (km 150,9) | 2. Sprint intermédiaire de Chieti Scalo (km 150,9) | 2. Sprint intermédiaire de Chieti Scalo (km 150,9) |
|                                                    | Coureur                                            | Pays                                               | Équipe                                             |                                                    | Point(s)                                           |
| -------------------------------------------------- | -------------------------------------------------- | -------------------------------------------------- | -------------------------------------------------- | -------------------------------------------------- | -------------------------------------------------- |
| 1er                                                | Emanuele Sella                                     | Italie                                             | Androni Giocattoli-Venezuela                       |                                                    | 8                                                  |
| 2e                                                 | Adam Hansen                                        | Australie                                          | Lotto-Belisol                                      |                                                    | 6                                                  |
| 3e                                                 | Pim Ligthart                                       | Pays-Bas                                           | Vacansoleil-DCM                                    |                                                    | 4                                                  |
| 4e                                                 | Maarten Tjallingii                                 | Pays-Bas                                           | Blanco                                             |                                                    | 3                                                  |
| 5e                                                 | Dominique Rollin                                   | Canada                                             | FDJ                                                |                                                    | 2                                                  |
| 6e                                                 | Fabio Taborre                                      | Italie                                             | Vini Fantini-Selle Italia                          |                                                    | 1                                                  |
| modifier                                           |                                                    |                                                    |                                                    |                                                    |                                                    |

| Sprint final de Pescara (km 177) | Sprint final de Pescara (km 177) | Sprint final de Pescara (km 177) | Sprint final de Pescara (km 177) | Sprint final de Pescara (km 177) | Sprint final de Pescara (km 177) |
|                                  | Coureur                          | Pays                             | Équipe                           |                                  | Point(s)                         |
| -------------------------------- | -------------------------------- | -------------------------------- | -------------------------------- | -------------------------------- | -------------------------------- |
| 1er                              | Adam Hansen                      | Australie                        | Lotto-Belisol                    |                                  | 25                               |
| 2e                               | Enrico Battaglin                 | Italie                           | Bardiani Valvole-CSF Inox        |                                  | 20                               |
| 3e                               | Danilo Di Luca                   | Italie                           | Vini Fantini-Selle Italia        |                                  | 16                               |
| 4e                               | Mauro Santambrogio               | Italie                           | Vini Fantini-Selle Italia        |                                  | 14                               |
| 5e                               | Damiano Caruso                   | Italie                           | Cannondale                       |                                  | 12                               |
| 6e                               | Cadel Evans                      | Australie                        | BMC Racing                       |                                  | 10                               |
| 7e                               | Stefano Pirazzi                  | Italie                           | Bardiani Valvole-CSF Inox        |                                  | 9                                |
| 8e                               | Arnold Jeannesson                | France                           | FDJ                              |                                  | 8                                |
| 9e                               | Pieter Weening                   | Pays-Bas                         | Orica-GreenEDGE                  |                                  | 7                                |
| 10e                              | Ryder Hesjedal                   | Canada                           | Garmin-Sharp                     |                                  | 6                                |
| 11e                              | Giampaolo Caruso                 | Italie                           | Katusha                          |                                  | 5                                |
| 12e                              | José Serpa                       | Colombie                         | Lampre-Merida                    |                                  | 4                                |
| 13e                              | Carlos Betancur                  | Colombie                         | AG2R La Mondiale                 |                                  | 3                                |
| 14e                              | Beñat Intxausti                  | Espagne                          | Movistar                         |                                  | 2                                |
| 15e                              | Rafael Valls                     | Espagne                          | Vacansoleil-DCM                  |                                  | 1                                |
| modifier                         |                                  |                                  |                                  |                                  |                                  |

### Côtes
| 1. Côte de Villamagna, 4e catégorie (km 124,6) | 1. Côte de Villamagna, 4e catégorie (km 124,6) | 1. Côte de Villamagna, 4e catégorie (km 124,6) | 1. Côte de Villamagna, 4e catégorie (km 124,6) | 1. Côte de Villamagna, 4e catégorie (km 124,6) | 1. Côte de Villamagna, 4e catégorie (km 124,6) |
|                                                | Coureur                                        | Pays                                           | Équipe                                         |                                                | Point(s)                                       |
| ---------------------------------------------- | ---------------------------------------------- | ---------------------------------------------- | ---------------------------------------------- | ---------------------------------------------- | ---------------------------------------------- |
| 1er                                            | Emanuele Sella                                 | Italie                                         | Androni Giocattoli-Venezuela                   |                                                | 3                                              |
| 2e                                             | Ioánnis Tamourídis                             | Grèce                                          | Euskaltel Euskadi                              |                                                | 2                                              |
| 3e                                             | Adam Hansen                                    | Australie                                      | Lotto-Belisol                                  |                                                | 1                                              |
| modifier                                       |                                                |                                                |                                                |                                                |                                                |

| 2. Côte de Chieti-Pietragrossa, 3e catégorie (km 138,8) | 2. Côte de Chieti-Pietragrossa, 3e catégorie (km 138,8) | 2. Côte de Chieti-Pietragrossa, 3e catégorie (km 138,8) | 2. Côte de Chieti-Pietragrossa, 3e catégorie (km 138,8) | 2. Côte de Chieti-Pietragrossa, 3e catégorie (km 138,8) | 2. Côte de Chieti-Pietragrossa, 3e catégorie (km 138,8) |
|                                                         | Coureur                                                 | Pays                                                    | Équipe                                                  |                                                         | Point(s)                                                |
| ------------------------------------------------------- | ------------------------------------------------------- | ------------------------------------------------------- | ------------------------------------------------------- | ------------------------------------------------------- | ------------------------------------------------------- |
| 1er                                                     | Emanuele Sella                                          | Italie                                                  | Androni Giocattoli-Venezuela                            |                                                         | 5                                                       |
| 2e                                                      | Adam Hansen                                             | Australie                                               | Lotto-Belisol                                           |                                                         | 3                                                       |
| 3e                                                      | Dominique Rollin                                        | Canada                                                  | FDJ                                                     |                                                         | 2                                                       |
| 4e                                                      | Pim Ligthart                                            | Pays-Bas                                                | Vacansoleil-DCM                                         |                                                         | 1                                                       |
| modifier                                                |                                                         |                                                         |                                                         |                                                         |                                                         |

| 3. Côte de Sainte Marie de Criptis, 3e catégorie (km 157,3) | 3. Côte de Sainte Marie de Criptis, 3e catégorie (km 157,3) | 3. Côte de Sainte Marie de Criptis, 3e catégorie (km 157,3) | 3. Côte de Sainte Marie de Criptis, 3e catégorie (km 157,3) | 3. Côte de Sainte Marie de Criptis, 3e catégorie (km 157,3) | 3. Côte de Sainte Marie de Criptis, 3e catégorie (km 157,3) |
|                                                             | Coureur                                                     | Pays                                                        | Équipe                                                      |                                                             | Point(s)                                                    |
| ----------------------------------------------------------- | ----------------------------------------------------------- | ----------------------------------------------------------- | ----------------------------------------------------------- | ----------------------------------------------------------- | ----------------------------------------------------------- |
| 1er                                                         | Adam Hansen                                                 | Australie                                                   | Lotto-Belisol                                               |                                                             | 5                                                           |
| 2e                                                          | Emanuele Sella                                              | Italie                                                      | Androni Giocattoli-Venezuela                                |                                                             | 3                                                           |
| 3e                                                          | Pim Ligthart                                                | Pays-Bas                                                    | Vacansoleil-DCM                                             |                                                             | 2                                                           |
| 4e                                                          | Dominique Rollin                                            | Canada                                                      | FDJ                                                         |                                                             | 1                                                           |
| modifier                                                    |                                                             |                                                             |                                                             |                                                             |                                                             |

| 4. Côte de Saint Silvestre, 4e catégorie (km 169,6) | 4. Côte de Saint Silvestre, 4e catégorie (km 169,6) | 4. Côte de Saint Silvestre, 4e catégorie (km 169,6) | 4. Côte de Saint Silvestre, 4e catégorie (km 169,6) | 4. Côte de Saint Silvestre, 4e catégorie (km 169,6) | 4. Côte de Saint Silvestre, 4e catégorie (km 169,6) |
|                                                     | Coureur                                             | Pays                                                | Équipe                                              |                                                     | Point(s)                                            |
| --------------------------------------------------- | --------------------------------------------------- | --------------------------------------------------- | --------------------------------------------------- | --------------------------------------------------- | --------------------------------------------------- |
| 1er                                                 | Adam Hansen                                         | Australie                                           | Lotto-Belisol                                       |                                                     | 3                                                   |
| 2e                                                  | Emanuele Sella                                      | Italie                                              | Androni Giocattoli-Venezuela                        |                                                     | 2                                                   |
| 3e                                                  | Stefano Pirazzi                                     | Italie                                              | Bardiani Valvole-CSF Inox                           |                                                     | 1                                                   |
| modifier                                            |                                                     |                                                     |                                                     |                                                     |                                                     |

### Classement à l'arrivée
| Classement de l'étape | Classement de l'étape | Classement de l'étape | Classement de l'étape     | Classement de l'étape | Classement de l'étape |
|                       | Coureur               | Pays                  | Équipe                    |                       | Temps                 |
| --------------------- | --------------------- | --------------------- | ------------------------- | --------------------- | --------------------- |
| Vainqueur             | Adam Hansen           | Australie             | Lotto-Belisol             | en                    | 4 h 35 min 49 s       |
| 2e                    | Enrico Battaglin      | Italie                | Bardiani Valvole-CSF Inox | +                     | 1 min 7 s             |
| 3e                    | Danilo Di Luca        | Italie                | Vini Fantini-Selle Italia |                       | 1 min 7 s             |
| 4e                    | Mauro Santambrogio    | Italie                | Vini Fantini-Selle Italia |                       | 1 min 7 s             |
| 5e                    | Damiano Caruso        | Italie                | Cannondale                |                       | 1 min 7 s             |
| 6e                    | Cadel Evans           | Australie             | BMC Racing                |                       | 1 min 7 s             |
| 7e                    | Stefano Pirazzi       | Italie                | Bardiani Valvole-CSF Inox |                       | 1 min 7 s             |
| 8e                    | Arnold Jeannesson     | France                | FDJ                       |                       | 1 min 7 s             |
| 9e                    | Pieter Weening        | Pays-Bas              | Orica-GreenEDGE           |                       | 1 min 7 s             |
| 10e                   | Ryder Hesjedal        | Canada                | Garmin-Sharp              |                       | 1 min 7 s             |
| modifier              |                       |                       |                           |                       |                       |

## Classements à l'issue de l'étape

### Classement général
| Classement général | Classement général | Classement général | Classement général        | Classement général | Classement général |
|                    | Coureur            | Pays               | Équipe                    |                    | Temps              |
| ------------------ | ------------------ | ------------------ | ------------------------- | ------------------ | ------------------ |
| 1er                | Beñat Intxausti    | Espagne            | Movistar                  | en                 | 28 h 30 min 4 s    |
| 2e                 | Vincenzo Nibali    | Italie             | Astana                    | +                  | 5 s                |
| 3e                 | Ryder Hesjedal     | Canada             | Garmin-Sharp              |                    | 8 s                |
| 4e                 | Giampaolo Caruso   | Italie             | Katusha                   |                    | 10 s               |
| 5e                 | Mauro Santambrogio | Italie             | Vini Fantini-Selle Italia |                    | 13 s               |
| 6e                 | Cadel Evans        | Australie          | BMC Racing                |                    | 16 s               |
| 7e                 | Robert Gesink      | Pays-Bas           | Blanco                    |                    | 19 s               |
| 8e                 | Ivan Santaromita   | Italie             | BMC Racing                |                    | 28 s               |
| 9e                 | Pieter Weening     | Pays-Bas           | Orica-GreenEDGE           |                    | 29 s               |
| 10e                | Robert Kišerlovski | Croatie            | RadioShack-Leopard        |                    | 34 s               |
| modifier           |                    |                    |                           |                    |                    |

### Classement par points
| Classement par points | Classement par points | Classement par points | Classement par points     | Classement par points | Classement par points |
|                       | Coureur               | Pays                  | Équipe                    |                       | Point(s)              |
| --------------------- | --------------------- | --------------------- | ------------------------- | --------------------- | --------------------- |
| 1er                   | Mark Cavendish        | Grande-Bretagne       | Omega Pharma-Quick Step   |                       | 58                    |
| 2e                    | Elia Viviani          | Italie                | Cannondale                |                       | 52                    |
| 3e                    | Enrico Battaglin      | Italie                | Bardiani Valvole-CSF Inox |                       | 45                    |
| modifier              |                       |                       |                           |                       |                       |

### Classement du meilleur grimpeur
| Classement du meilleur grimpeur | Classement du meilleur grimpeur | Classement du meilleur grimpeur | Classement du meilleur grimpeur | Classement du meilleur grimpeur | Classement du meilleur grimpeur |
|                                 | Coureur                         | Pays                            | Équipe                          |                                 | Point(s)                        |
| ------------------------------- | ------------------------------- | ------------------------------- | ------------------------------- | ------------------------------- | ------------------------------- |
| 1er                             | Giovanni Visconti               | Italie                          | Movistar                        |                                 | 14                              |
| 2e                              | Emanuele Sella                  | Italie                          | Androni Giocattoli-Venezuela    |                                 | 13                              |
| 3e                              | Stefano Pirazzi                 | Italie                          | Bardiani Valvole-CSF Inox       |                                 | 12                              |
| modifier                        |                                 |                                 |                                 |                                 |                                 |

### Classement du meilleur jeune
| Classement du meilleur jeune | Classement du meilleur jeune | Classement du meilleur jeune | Classement du meilleur jeune | Classement du meilleur jeune | Classement du meilleur jeune |
|                              | Coureur                      | Pays                         | Équipe                       |                              | Temps                        |
| ---------------------------- | ---------------------------- | ---------------------------- | ---------------------------- | ---------------------------- | ---------------------------- |
| 1er                          | Rafał Majka                  | Pologne                      | Saxo-Tinkoff                 | en                           | 28 h 31 min 12 s             |
| 2e                           | Carlos Betancur              | Colombie                     | AG2R La Mondiale             | +                            | 7 s                          |
| 3e                           | Wilco Kelderman              | Pays-Bas                     | Blanco                       |                              | 47 s                         |
| modifier                     |                              |                              |                              |                              |                              |

### Classements par équipes

#### Classement au temps
| Classement par équipes au temps | Classement par équipes au temps | Classement par équipes au temps | Classement par équipes au temps | Classement par équipes au temps |
|                                 | Équipes                         | Pays                            |                                 | Temps                           |
| ------------------------------- | ------------------------------- | ------------------------------- | ------------------------------- | ------------------------------- |
| 1re                             | Katusha                         | Russie                          | en                              | 84 h 47 min 54 s                |
| 2e                              | Blanco                          | Pays-Bas                        | +                               | 19 s                            |
| 3e                              | Astana                          | Kazakhstan                      |                                 | 23 s                            |
| modifier                        |                                 |                                 |                                 |                                 |

#### Classement aux points
| Classement par équipes aux points | Classement par équipes aux points | Classement par équipes aux points | Classement par équipes aux points | Classement par équipes aux points |
|                                   | Équipes                           | Pays                              |                                   | Point(s)                          |
| --------------------------------- | --------------------------------- | --------------------------------- | --------------------------------- | --------------------------------- |
| 1re                               | Katusha                           | Russie                            |                                   | 112                               |
| 2e                                | Orica-GreenEDGE                   | Australie                         |                                   | 109                               |
| 3e                                | BMC Racing                        | États-Unis                        |                                   | 102                               |
| modifier                          |                                   |                                   |                                   |                                   |

## Abandons
- Leigh Howard (Orica-GreenEDGE) : non-partant
- Klaas Lodewyck (BMC Racing) : non-partant
- Mattia Cattaneo (Lampre-Merida) : abandon